# Бразильская республиканская партия
Республиканцы (порт. Republicanos), ранее известная как Бразильская республиканская партия (порт. Partido Republicano Brasileiro) и сформированная как Муниципалистская партия обновления (порт. Partido Municipalista Renovador), — бразильская политическая партия. Её избирательный номер — 10, а зарегистрированной политической партией она стала 25 августа 2005 года. В число её основателей входит епископ Марсело Кривелла, который в 2002 году был избран сенатором от Либеральной партии от штата Рио-де-Жанейро. Партия имеет тесную связь со Всемирной церковью «Царство Божие».

## История выборов

### Президентские выборы
| Выборы                                                                     | Кандидат                       | Соперник                 | Коалиция                                          | Первый тур | Первый тур  | Второй тур | Второй тур  | Результат |
| Выборы                                                                     | Кандидат                       | Соперник                 | Коалиция                                          | Голоса     | %           | Голоса     | %           | Результат |
| -------------------------------------------------------------------------- | ------------------------------ | ------------------------ | ------------------------------------------------- | ---------- | ----------- | ---------- | ----------- | --------- |
| 2006                                                                       | Луис Инасиу Лула да Силва (ПТ) | Жозе Аленкар (PRB)       | PT; PRB; PCdoB                                    | 46 662 365 | 48,6 % (#1) | 58 295 042 | 60,8 % (#1) | Избран    |
| 2010                                                                       | Дилма Русеф (ПТ)               | Мишел Темер (ПБДМ)       | PT; PMDB; PR; PSB; PDT; PCdoB; PSC; PRB; PTC; PTN | 47 651 434 | 46,9 % (#1) | 55 752 529 | 56,1 % (#1) | Избран    |
| 2014                                                                       | Дилма Русеф (ПТ)               | Мишел Темер (ПБДМ)       | PT; PMDB; PSD; PP; PR; PDT; PRB; PROS; PCdoB      | 43 267 668 | 41,6 % (#1) | 54 501 118 | 51,6 % (#1) | Избран    |
| 2018                                                                       | Жеральдо Алкмин (БСДП)         | Ана Амелия (ПП)          | PSDB; PP; PR; PRB; PSD; SD; DEM; PTB; PPS         | 5 096 350  | 4,76 % (#4) | -          | -           | Проиграл  |
| 2022                                                                       | Жаир Болсонару (ЛП)            | Вальтер Брага Нетто (ЛП) | PL; PP; Republicanos                              | 51 072 345 | 43,2 % (#2) | 58 206 354 | 49,1 % (#2) | Проиграл  |
| Источник: Election Resources: Federal Elections in Brazil — Results Lookup |                                |                          |                                                   |            |             |            |             |           |

### Выборы в законодательные органы власти
| Выборы                                                                | Палата депутатов | Палата депутатов | Палата депутатов | Палата депутатов | Федеральный сенат | Федеральный сенат | Федеральный сенат | Федеральный сенат | Роль в правительстве |
| Выборы                                                                | Голоса           | %                | Места            | +/-              | Голоса            | %                 | Места             | +/-               | Роль в правительстве |
| --------------------------------------------------------------------- | ---------------- | ---------------- | ---------------- | ---------------- | ----------------- | ----------------- | ----------------- | ----------------- | -------------------- |
| 2006                                                                  | 244 059          | 0,26 %           | 1 из 513         | Новая            | 264 155           | 0,31 %            | 2 из 81           | Новая             | Coalition            |
| 2010                                                                  | 1 633 500        | 1,69 %           | 7 из 513         | ▲ 6              | 3 332 886         | 1,96 %            | 1 из 81           | ▼ 1               | Coalition            |
| 2014                                                                  | 4 423 993        | 4,55 %           | 21 из 513        | ▲ 13             | 301 162           | 0,34 %            | 1 из 81           | ▬ 0               | Coalition            |
| 2018                                                                  | 4 992 016        | 5,08 %           | 30 из 513        | ▲ 9              | 1 505 607         | 0,88 %            | 1 из 81           | ▬ 0               | Coalition            |
| 2022                                                                  | 7 618 108        | 6,91 %           | 41 из 513        | ▲ 11             | 4 259 279         | 4,19 %            | 3 из 81           | ▲ 2               | TBA                  |
| Источники: Election Resources, Dados Eleitorais do Brasil (1982—2006) |                  |                  |                  |                  |                   |                   |                   |                   |                      |